# Myxus capensis
Myxus capensis é uma espécie de peixe da família Mugilidae.
É endémica da África do Sul.